# Saison 2 d'Orange Is the New Black
 (avril 2020).
Si vous disposez d'ouvrages ou d'articles de référence ou si vous connaissez des sites web de qualité traitant du thème abordé ici, merci de compléter l'article en donnant les références utiles à sa vérifiabilité et en les liant à la section « Notes et références ».
Chronologie
Saison 1 Saison 3
Cet article présente la deuxième saison de la série télévisée Orange Is the New Black.

## Généralités
Comme les autres productions originales de Netflix, tous les épisodes ont été mis en ligne simultanément.

## Distribution

### Acteurs principaux
- Taylor Schilling (VFB : Maia Baran ; VQ : Mélanie Laberge) : Piper Chapman
- Kate Mulgrew (VFB : Bernadette Mouzon ; VQ : Claudine Chatel) : Galina « Red » Reznikov
- Natasha Lyonne (VFB : Delphine Moriau ; VQ : Annie Girard) : Nicolette « Nicky » Nichols
- Lorraine Toussaint (VFB : Monique Clémont ; VQ : Madeleine Arsenault) : Yvonne « Vee » Parker
- Danielle Brooks (VFB : Valérie Lemaître ; VQ : Isabelle Leyrolles) : Tasha «Taystee » Jefferson
- Jason Biggs (VFB : Maxime Donnay ; VQ : Hugolin Chevrette-Landesque) : Larry Bloom
- Taryn Manning (VFB : Nancy Philippot ; VQ : Ariane-Li Simard-Côté) : Tiffany « Pennsatucky » Doggett
- Michael J. Harney (VFB : Robert Guilmard ; VQ : Jean-Luc Montminy) : Sam Healy
- Uzo Aduba (VFB : Cécile Florin ; VQ : Johanne Léveillé) : Suzanne « Crazy Eyes » Warren

### Acteurs récurrents
- Laura Prepon (VFB : Nathalie Stas ; VQ : Pascale Montreuil) : Alex Vause
- Adrienne C. Moore (VFB : Monia Douieb ; VQ : Linda Roy) : Cindy « Black Cindy » Hayes
- Samira Wiley (VFB : Jennifer Baré ; VQ : Kim Jalabert) : Poussey « P » Washington
- Maria Dizzia (VFB : Esther Aflalo ; VQ : Anne Bédard) : Polly Harper
- Laverne Cox (VFB : Laurence César ; VQ : Sophie Faucher) : Sophia Burset
- Dascha Polanco (VFB : Célia Torrens ; VQ : Camille Cyr-Desmarais) : Dayanara « Daya » Diaz
- Elizabeth Rodriguez (VFB : Véronique Biefnot ; VQ : Catherine Hamann) : Aleida Diaz
- Laura Gomez (VFB : Hélène Van Dyck ; VQ : Élise Bertrand) : Blanca Flores
- Jessica Pimentel (VFB : Micheline Tziamalis ; VQ : Hélène Mondoux) : Maria Ruiz
- Diane Guerrero (VFB : Valérie Muzzi ; VQ : Aline Pinsonneault) : Maritza Ramos
- Jackie Cruz (VFB : Marcha Van Boven ; VQ : Catherine Brunet) : Marisol « Flaca » Gonzales
- Selenis Leyva (VFB : Stéphane Excoffier ; VQ : Véronique Marchand) : Gloria Mendoza
- Lin Tucci (VFB : Véronique Biefnot ; VQ : Louise Rémy) : Anita DeMarco
- Beth Fowler (VFB : Nicole Shirer ; VQ : Anne Caron) : Sœur Jane Ingalls
- Yael Stone (VFB : Claire Tefnin ; VQ : Eloisa Cervantes) : Lorna Morello
- Barbara Rosenblat (VFB : Nathalie Hons ; VQ : Diane Arcand) : Rosa Cisneros
- Constance Shulman (VFB : Carine Seront ; VQ : Lisette Dufour) : Erica « Yoga » Jones
- Nick Stevenson (VFB : Alexandre Crépet ; VQ : Martin Desgagné) : Pete Harper
- Lea DeLaria (VFB : Carole Baillien ; VQ : Johanne Garneau) : Carrie « Big Boo » Black
- Vicky Jeudy (VFB : Cathy Boquet ; VQ : Catherine Proulx-Lemay) : Janae Watson
- Kimiko Glenn (VFB : Sophie Frison ; VQ : Violette Chauveau) : Brook Soso
- Nick Sandow (VFB : David Manet ; VQ : Sébastien Dhavernas) : Joe Caputo
- Deborah Rush (VFB : Béatrice Didier ; VQ : Isabelle Miquelon) : Carol Chapman
- Michael Chernus (VFB : Sébastien Hébrant ; VQ : Guillaume Champoux) : Cal Chapman
- Todd Susman (en) (VFB : Bruno Georis ; VQ : Stéphane Rivard) : Howard Bloom
- Kathryn Kates : Amy Kanter Bloom
- Kaipo Schwab (VFB : Romain Barbieux) : Igme Dimaguiba
- Lauren Lapkus (VFB : Alice Ley ; VQ : Manon Arsenault) : Susan Fischer
- Pablo Schreiber (VFB : Mathieu Moreau ; VQ : Frédéric Paquet) : George « Pornstache » Mendez
- Matt Peters (VFB : Karim Barras ; VQ : Patrick Baby) : Joel Luschek
- Matt McGorry (VFB : Nicolas Matthys ; VQ : Kevin Houle) : John Bennett
- Catherine Curtin (VQ : Natalie Hamel-Roy) : Wanda Bell
- Joel Marsh Garland (VFB : Michel Hinderyckx ; VQ : Thiéry Dubé) : Scott O'Neill
- Brendan Burke (VFB : Stéphane Pelzer ; VQ : François L'Écuyer) : Wade Donaldson
- Alysia Reiner (VFB : Colette Sodoyez ; VQ : Marie-Andrée Corneille) : Natalie « Fig » Figueroa
- Annie Golden : Norma Romano
- Julie Lake (VFB : Carole Trévoux ; VQ : France Parent) : Angie Rice
- Emma Myles (VFB : Émilie Guillaume ; VQ : Geneviève Désilets) : Leanne Taylor
- Abigail Savage (VFB : Sophie Landresse ; VQ : Amélie Bonenfant) : Gina Murphy
- Lori Tan Chinn (en) (VFB : Jacqueline Ghaye) : Mei Chang
- Dale Soules : Freida
- Lori Petty (VFB : Fabienne Loriaux) : Lolly
- Lolita Foster (VQ : Nadia Paradis) : Eliqua Maxwell
- Germar Terrell Gardner (VFB : Simon Duprez ; VQ : Claude Gagnon) : Charles Ford
- Tracee Chimo : Neri Feldman
- Berto Colon : Cesar
- Ian Paola : Yadriel
- Tanya Wright (en) : Crystal Burset

## Épisodes

### Épisode 1:L'Oiseau Assoiffé
Un mois s'est écoulé depuis que Piper a battu Pennsatucky, et elle est depuis confinée au quartier de sécurité. Une nuit, elle est réveillée et transférée sans savoir pourquoi ni où elle est envoyée. Après un long trajet en bus puis en avion, elle atterrit à Chicago et se retrouve dans une prison mixte de haute sécurité. Elle est persuadée d'avoir tué Doggett. Elle découvre ensuite qu'Alex a également été transférée : elle apprend qu'elles sont à Chicago pour témoigner lors du procès de Kubra, le narco-trafiquant pour lequel elles ont travaillé. Alex lui apprend également que Pennsatucky est encore en vie.

### Épisode 3:La Douceur est parfois trompeuse
Piper est de retour à Litchfield et retrouve ses amies. À sa grande surprise, Crazy Eyes semble terrorisée par elle. Elle rencontre également Brook Soso, une nouvelle détenue qui rappelle à Chapman son arrivée en prison : elle aussi est fragile et inadaptée au milieu carcéral. Rapidement, Soso est très énervante. 
Vee et Red se retrouvent : elles se connaissent de la première incarcération de Vee. Rapidement, elle va commencer à organiser la reprise de contrôle de la prison, en utilisant et manipulant Suzanne et en lui faisant récupérer un paquet de cigarettes caché dans la prison pour les offrir aux cuisinières latinas contre un gâteau. Ce qui sera l'occasion de réunir toutes les détenues noires autour d'elle et de se réconcilier avec Taystee, qui lui en veut toujours de l'avoir abandonnée lors de sa première libération. 
Daya souhaite obtenir des vitamines prénatales et John cherche un moyen de faire entrer des cachets en douce : il réalise alors que sa prothèse fera l'affaire. 

### Épisode 4:Les Mystères du Corps
Piper revient dans le quartier des détenues et se retrouve dans le même box que Red, qui avait toujours été seule jusque-là. Red commence à accepter sa condition d'ex-patronne quand elle découvre un accès aux égouts sous une vieille remise qu'elle va alors camoufler en atelier jardinage pour reprendre ses trafics. 
Big Boo et Nicky se disputent la place de première lesbienne qui couchera avec SoSo. 
Piper fait le tour de la prison pour récupérer les affaires que les autres lui ont pris en son absence. Boo, qui a récupéré la couverture de Miss Claudette, propose à Piper un marché: elle l'aide à coucher avec Soso et elle récupère la couverture ; la tactique échoue et SoSo finit avec Nicky.
Vee tente d'étendre son trafic à l'alcool de contrebande de Poussey mais celle-ci refuse. Poussey, secrètement amoureuse de sa meilleure amie Taystee, l’embrasse. Cette dernière laisse sous-entendre qu’elle est hétérosexuelle et refuse son baiser. Quand Vee surprend Taystee et Poussey ensemble, elle fait en sorte que sa protégée s'éloigne de son amie. 
Lorna conduit Rosa à l'hôpital pour sa chimiothérapie et profite de son temps pour, sur un coup de tête, pénétrer dans la demeure de son fiancé. Elle manque de se faire surprendre et revient à l'hôpital à temps pour cacher sa fugue.

### Épisode 5:Les paris sont ouverts
Les douches du bloc des détenues espagnoles se bouchent et refoulent. Les latinas étant responsables de la cuisine, elles exigent des douches et prennent celles du bloc des détenues noires. Dès lors, c'est la guerre des nerfs entre le gang de Gloria et celui de Vee, d'autant que Mme Figueroa préfère réduire le temps des douches que de payer les réparations. 
Big Boo et Nicky se lancent un concours de celle qui aura couché avec le plus de femmes ; Big Boo enchaîne les conquêtes, mais Nicky préfère essayer avec l'agent Fischer, plus risquée, mais donnant plus de points. Lorsqu'elle tente son approche, Fischer comprend rapidement ses intentions. 
Piper apprend de son frère que son père ne veut toujours pas la voir et que leur grand-mère est malade ; malgré leur passif, Healy accepte de faire une demande de permission. Healy essaie de reconquérir sa femme, mais réalise qu'il n'a aucune vie hors de la prison, et tente de devenir ami avec Caputo. 

### Épisode 6:Et on mange une pizza
La Saint-Valentin approche. Les deux réseaux rivaux se mettent en place : Red parvient à faire entrer de la marchandise par les égouts, et Vee par des livraisons maquillées. 
Taystee prend le parti de Vee, ce qui l'éloigne de Poussey qui le vit comme une trahison. 
Piper dit à Larry qu'elle souhaite retourner chez eux lorsqu'elle sortira. À ce moment-là, Larry lui apprend qu'il a été contacté par un journaliste quant aux détournements de fonds, ce qui énerve Piper, qui a encore l'impression que Larry l'utilise. Alors qu'elle intervient dans le cadre de son travail comme électricienne, elle se rend compte que c'est peut-être vrai. Elle commence donc à recueillir des informations et fait croire à Healy qu'elle travaille sur une newsletter. 

### Épisode 7:Comic Sans
Piper commence à rassembler des informations pour le journaliste, mais cherche à ne plus prendre de risque : elle cache donc ses intentions en lançant l'idée d'une gazette des détenues, sous la surveillance de Healy. Caputo fait durcir les conditions des détenues en imposant un quota d'avertissements par gardien depuis que Jimmy, une des détenues âgées, est parvenue à s'évader. Bennett cherche à reprendre l'ascendant sur les détenues hispaniques qui le faisaient chanter, ce que Daya n'apprécie pas. Fischer continue à écouter les conversations téléphoniques des détenues hispaniques et découvre la grossesse de Daya. 

### Épisode 8:Des pots tout à fait ordinaires
Healy se retrouve dans une situation délicate : il est parvenu à accorder une permission de trois jours pour Piper afin qu'elle aille voir sa grand-mère mourante, mais doit refuser à Rosa une opération pour son cancer. Chapman devient alors la cible de toutes les jalousies. Miss Fig, fait encore renforcer les contrôles par Caputo qui entre dans une phase de folie où il va devenir extrêmement susceptible. Fischer en fera les frais pour lui avoir fait la remarque et se fera licencier, ce qui est une chance aux yeux de Nicky. Miss Fig remplacera Fischer aussitôt en réembauchant Mendez. 
Lors d'une séance de chimiothérapie, Rosa décide de s'amuser avec son jeune voisin en dérobant le portefeuille d'une des infirmières. 

### Épisode 9:Ivre de Liberté
Mendez est de retour à Litchfield et prend son travail à cœur en délivrant des avertissements à tour de bras ; SoSo décide de faire une grève de la faim pour protester. Bennett est furieux de voir Mendez de retour et contre l'avis de Dayanara, le fait accuser d'avoir mis la détenue enceinte. 
Red organise un dîner avec ses vieilles amies pour ressouder son groupe et contrer l'influence de Vee, mais Big Boo décide de la trahir et vend à Vee le secret de l'égout sous la serre. 
Poussey découvre que Vee fait également entrer de la drogue dans la prison et que Taystee prend sa part du marché. 

### Épisode 10:Petite Merde Moustachue
Vee a totalement pris le pouvoir sur les détenues noires, utilisant Crazy Eyes pour terroriser les détenues. Respectée par une bonne partie des filles, son image commence à se détériorer quand elle abandonne Watson qui s'est fait surprendre avec des cigarettes de contrebande, puis quand elle ordonne à Crazy Eyes de battre Poussey qui tentait de l'agresser pour l'avoir éloigné de Taystee. Seule Red résiste à Vee avec son marché parallèle de contrebande (qu'elle fait entrer par les sacs de terreau), mais elle tente d'utiliser le secret de l'égout sous la serre. Gina surprend Nicky avec la dose d'héroïne que Vee lui a donnée et commence à la suivre pour l'empêcher de consommer à nouveau. Nicky finira par donner la dose à Red, la seule personne en qui elle a confiance pour la retenir, et lui dire que c'est Vee qui la lui a donnée. 
Piper revient à Litchfield et tente de passer à autre chose après avoir appris que Larry l'avait trompée. Elle n'ose pas dire à Red que son restaurant a fermé et lui dit qu'il marche très bien. Lors d'une visite de Polly, Piper finit par comprendre que c'est avec elle que Larry a couché et se venge. 

### Épisode 11:Les valeurs au rencard
Le mouvement de grève de la faim de SoSo commence à faire des émules, comme Yoga Jones depuis que Watson a encore été envoyée au trou, mais c'est Sœur Ingalls qui va déclencher une grande ferveur, pour protester contre le traitement de Jimmy, laissée à la rue parce qu'elle ne pouvait pas être prise en charge. Trop âgée pour supporter une grève de la faim, la religieuse finit par être nourrie de force. 
Healy et Pennsatucky développent leur cercle de parole ; quand Vee apprend que Poussey s'y est inscrite, elle envoie Crazy Eyes veiller à ce qu'elle se taise, ce qu'elle fait. 
Red apprend que c'est Boo qui a vendu le secret de la serre, et en représailles, elle est abandonnée, mais Vee ne lui accorde pas non plus son soutien. 
Piper finit par contacter Alex qui lui révèle que le procès a été un échec : le trafiquant a été libéré pour vice de procédure et elle est traquée par ses hommes. Quand elle essaie d'en parler à Healy, celui-ci lui apprend qu'elle va être transférée. 
Les détenues âgées décident d'aider Red en tuant Vee, mais elles se trompent et c'est Watson qui est blessée. 

### Épisode 13:C'est comme ça qu'on est poli
L'agression de Red a une conséquence inattendue : toute la prison se ligue contre Vee, les détenues, mais aussi Healy. Vee essaie de se couvrir en manipulant Crazy Eyes afin qu'elle s'accuse auprès des enquêteurs fédéraux. Nicky et Boo commencent la vengeance en cachant le stock d'héroïne de Vee, qui se retourne alors contre ses dernières alliées, montrant ainsi son véritable visage. Taystee, Poussey, Black Cindy et Watson se rebellent et abandonnent Vee. 
Pendant ce temps, Piper apprend qu'Alex est menacée, mais aussi que Polly et Larry sont désormais en couple, ce qui la rend folle. Afin de protéger son ancienne amante, Piper leur demande de faire arrêter Alex en l'accusant de vouloir violer sa liberté conditionnelle.
Des sœurs viennent soutenir Sœur Ingalls aux portes de la prison.
Bennett décide de dire à Caputo que le bébé de Daya est le sien. Caputo lui demande de ne rien dire.